# Hessentag

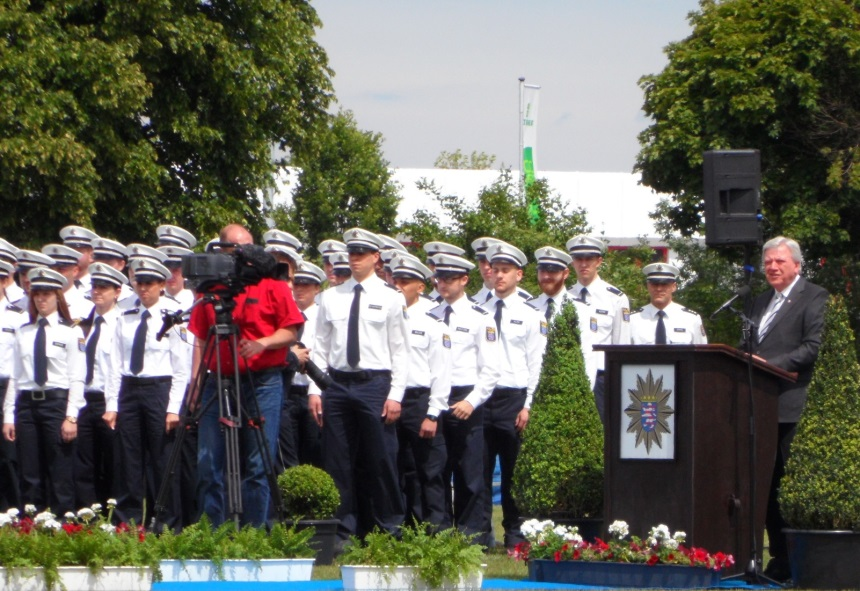
Hofgeismar, 2015 Hessischer Ministerpräsident Volker Bouffier bei der Vereidigung von 530 Polizeikommissaranwärtern

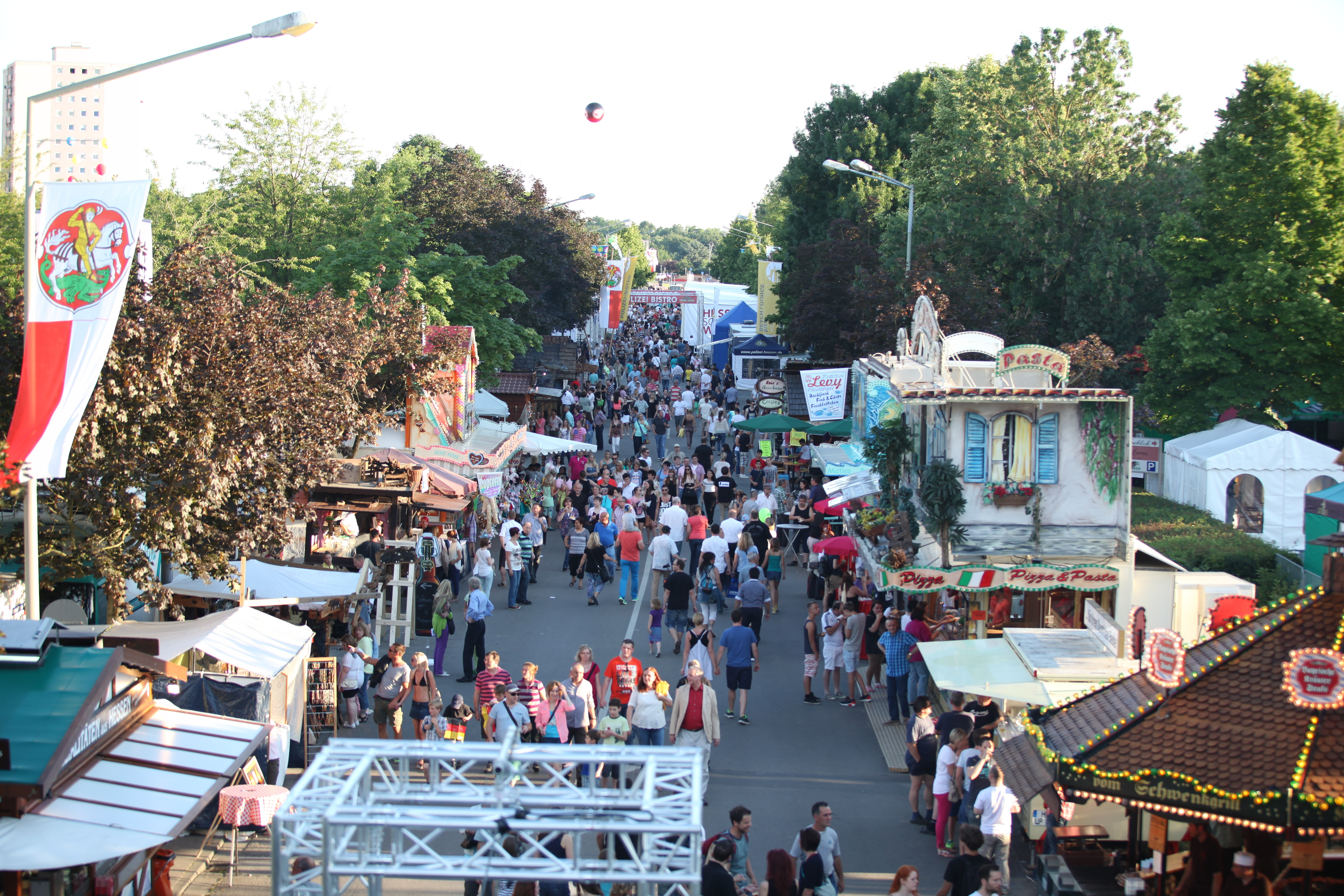
Bensheim, 2014

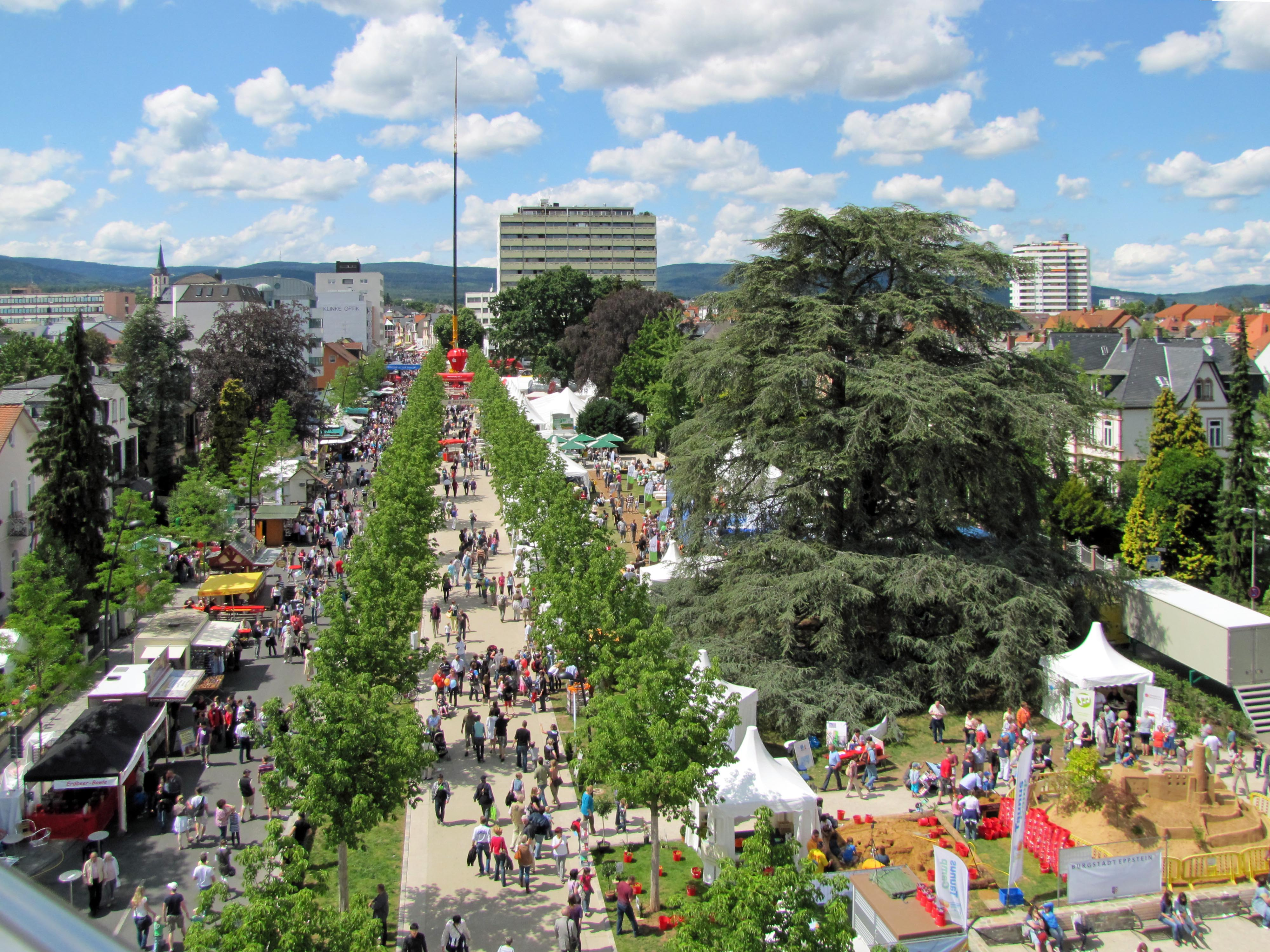
Oberursel (Taunus), 2011

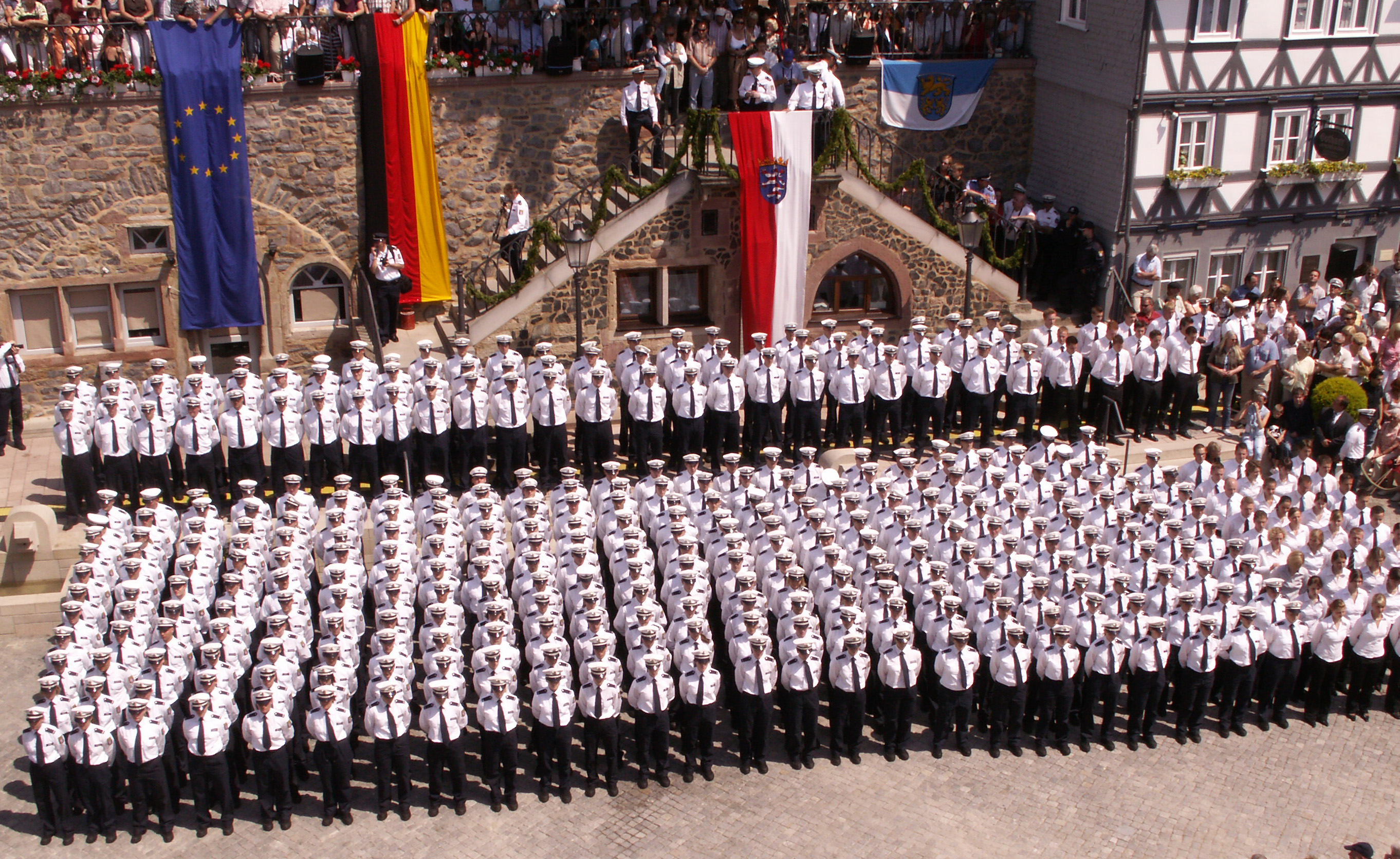
Homberg (Efze), 2008

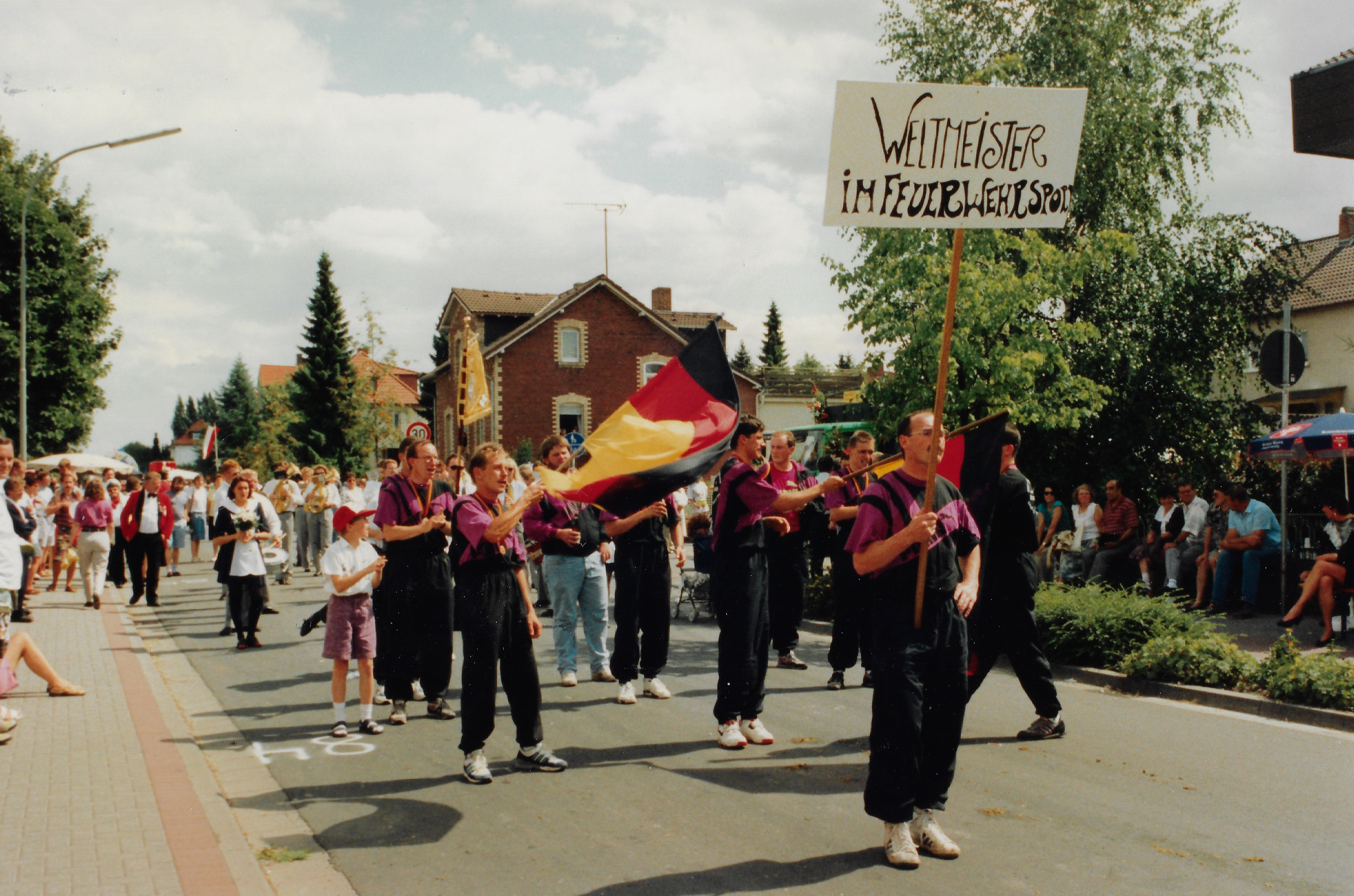
Festumzug 1993 mit Weltmeistern im Löschangriff der FF Beselich-Obertiefenbach

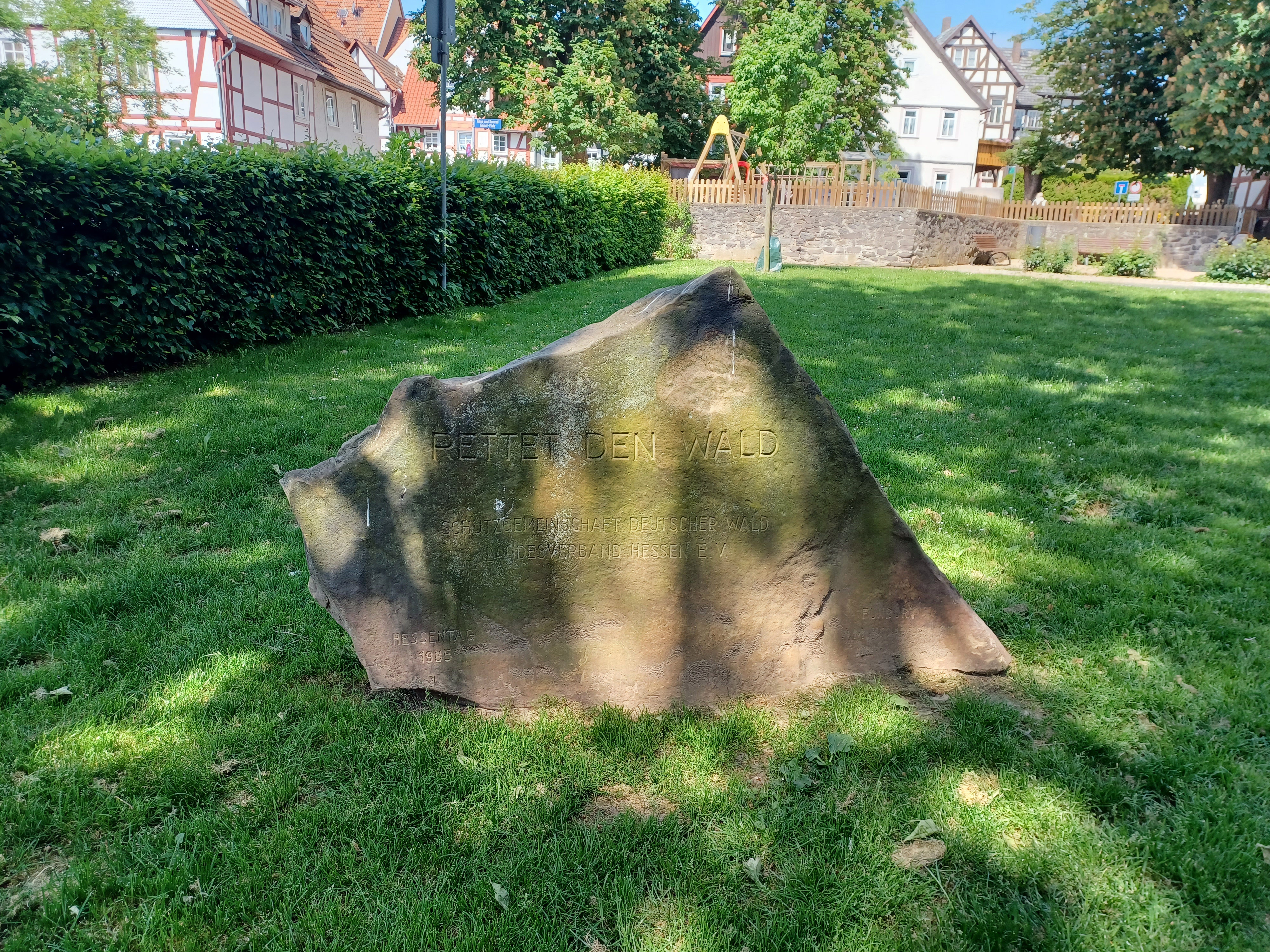
Denkmal zum Waldsterben, einem damals sehr aktuellen Thema, aufgestellt zum 25. Hessentag in Alsfeld

Der Hessentag ist eine jährliche Festveranstaltung des deutschen Landes Hessen zur Darstellung verschiedener Regionen Hessens. Im Rahmen einer meist zehntägigen Veranstaltungswoche von Freitag bis zum übernächsten Sonntag präsentiert sich das Land den Besuchern mit Schwerpunkt auf kulturellen Darstellungen und Ausstellungen. Der Hessentag ist das älteste und größte Landesfest in Deutschland.
Der 62. Hessentag findet 2025 in Bad Vilbel im Wetteraukreis statt.

## Geschichte
Die Hessentage wurden im Jahr 1961 durch den damaligen hessischen Ministerpräsidenten Georg-August Zinn ins Leben gerufen. Ziel der Veranstaltung war zunächst, Alteingesessene und Zuwanderer zusammenzubringen und den zahlreichen Heimatvertriebenen und Flüchtlingen ein Gefühl für ihre neue Heimat zu verschaffen. Aber auch Hessen selbst hatte einen Nachholbedarf in Sachen Zusammengehörigkeitsgefühl, war das Land doch erst im Jahr 1945 durch Entscheidung der Hauptsiegermächte des Zweiten Weltkriegs aus Gebieten entstanden, die 400 Jahre mehr oder weniger miteinander zu tun und getrennte Entwicklungen genommen hatten. Georg-August Zinn verstand es, die verschiedenen deutschen Landsmannschaften in Hessen und mit den Hessen zu integrieren. Getreu dem Motto Zinns: „Hesse ist, wer Hesse sein will“.
Im Mittelpunkt stand die Präsentation des Brauchtums, insbesondere die große Vielfalt an Trachten, die es in Hessen gibt, sowie die Trachten der Neubürger, die nach 1945 nach Hessen gekommen sind. Seit 1971 wird jeweils ein Hessentagspaar gekürt, das den Hessentag repräsentiert.
Die Dauer der Hessentage hat sich seit den Anfängen verändert. Bis 1971 waren es lediglich drei Tage, seit dem 12. Hessentag in Marburg neun Tage, und seit dem 30. Hessentag in Fulda sind es stets zehn Tage.

## Hessentag heute
Seit den Anfängen hat der Hessentag viele Wandlungen erfahren. Heute verbindet der Hessentag Kultur, Brauchtum und modernen Lebensstil. Konzerte internationaler Popgruppen gehören mittlerweile ebenso selbstverständlich zum Veranstaltungsprogramm wie die Landesausstellung. Die Landesausstellung ist in mobilen Messehallen untergebracht, dort finden sich Stände der Landesregierung, des Landtags, der Landtagsfraktionen, diverser Landesbehörden und Organisationen, Verbände und Vereine. Regionen stellen sich ebenfalls, meist aus touristischem Blickwinkel, vor.
Jedes Jahr kommen regelmäßig über eine Million Besucher zum Hessentag – nicht nur aus Hessen. Beim Hessentag in Baunatal im Jahr 1999 wurden erstmals mehr als eine Million Besucher gezählt, Spitzenreiter ist bisher Kassel mit 1.830.000 Besuchern beim Hessentag 2013. Weitere Hessentage mit mehr als einer Million Besuchern waren Dietzenbach (2001), Butzbach (2007), Langenselbold (2009), Stadtallendorf (2010), Oberursel (2011), Wetzlar (2012), Bensheim (2014) und zuletzt Rüsselsheim (2017).
Aus finanziellen Gründen gab Alsfeld die Ausrichtung des 50. Hessentages 2010 zurück. Er wurde deshalb in Stadtallendorf durchgeführt. Der Hessentag 2013 sollte ursprünglich in Vellmar stattfinden, musste dort jedoch ebenfalls aus finanziellen Gründen abgesagt werden. Als Alternative wurde Kassel ausgewählt, das neben dem Hessentag auch sein 1100-jähriges Jubiläum feierte.
Im Festumzug des Hessentags 1993 in Lich marschierten die tags zuvor bei den X. Internationalen Feuerwehrsportwettkämpfen des Weltfeuerwehrverbandes CTIF in Berlin gekürten Weltmeister im Löschangriff der Freiwilligen Feuerwehr Beselich-Obertiefenbach.

## Veranstaltungsorte
| lfd. Nr. | Jahr | Veranstaltungsort                          | Besucherzahl                                                       | Motto                                                                | Dauer                                                              |
| -------- | ---- | ------------------------------------------ | ------------------------------------------------------------------ | -------------------------------------------------------------------- | ------------------------------------------------------------------ |
| 1.       | 1961 | Alsfeld                                    | 40.000                                                             |                                                                      | 3 Tage                                                             |
| 2.       | 1962 | Michelstadt                                | 40.000                                                             |                                                                      | 3 Tage                                                             |
| 3.       | 1963 | Hanau                                      | 60.000                                                             |                                                                      | 3 Tage                                                             |
| 4.       | 1964 | Kassel                                     | 430.000                                                            | 700 Jahre Hessen                                                     | 3 Tage                                                             |
| 5.       | 1965 | Darmstadt                                  | 350.000                                                            | 20 Jahre neues Hessen                                                | 5 Tage                                                             |
| 6.       | 1966 | Friedberg                                  | 120.000                                                            |                                                                      | 3 Tage                                                             |
| 7.       | 1967 | Bad Hersfeld                               | 150.000                                                            |                                                                      | 3 Tage                                                             |
| 8.       | 1968 | Viernheim                                  | 150.000                                                            |                                                                      | 3 Tage                                                             |
| 9.       | 1969 | Gießen                                     | 200.000                                                            |                                                                      | 3 Tage                                                             |
| 10.      | 1970 | Wiesbaden                                  | 200.000                                                            |                                                                      | 3 Tage                                                             |
| 11.      | 1971 | Eschwege                                   | 160.000                                                            |                                                                      | 3 Tage                                                             |
| 12.      | 1972 | Marburg                                    | 250.000–485.340                                                    |                                                                      | 9 Tage                                                             |
| 13.      | 1973 | Pfungstadt                                 | 160.000                                                            |                                                                      | 9 Tage                                                             |
| 14.      | 1974 | Fritzlar                                   | 230.000                                                            |                                                                      | 9 Tage                                                             |
| 15.      | 1975 | Wetzlar                                    | 370.000                                                            |                                                                      | 9 Tage                                                             |
| 16.      | 1976 | Bensheim                                   | 345.000                                                            |                                                                      | 9 Tage                                                             |
| 17.      | 1977 | Dreieich                                   | 450.000                                                            |                                                                      | 9 Tage                                                             |
| 18.      | 1978 | Hofgeismar                                 | 300.000                                                            |                                                                      | 9 Tage                                                             |
| 19.      | 1979 | Friedberg                                  | 350.000                                                            |                                                                      | 9 Tage                                                             |
| 20.      | 1980 | Grünberg                                   | 275.000                                                            |                                                                      | 9 Tage                                                             |
| 21.      | 1981 | Bürstadt                                   | 300.000                                                            |                                                                      | 9 Tage                                                             |
| 22.      | 1982 | Wächtersbach                               | 300.000                                                            |                                                                      | 8 Tage                                                             |
| 23.      | 1983 | Lauterbach                                 | 300.000                                                            |                                                                      | 9 Tage                                                             |
| 24.      | 1984 | Lampertheim                                | 400.000                                                            |                                                                      | 9 Tage                                                             |
| 25.      | 1985 | Alsfeld                                    | 400.000                                                            |                                                                      | 9 Tage                                                             |
| 26.      | 1986 | Herborn                                    | 350.000                                                            | Mir freue sich!                                                      | 9 Tage                                                             |
| 27.      | 1987 | Melsungen                                  | 400.000                                                            |                                                                      | 9 Tage                                                             |
| 28.      | 1988 | Hofheim am Taunus                          | 450.000                                                            |                                                                      | 6 Tage                                                             |
| 29.      | 1989 | Frankenberg                                | 480.000                                                            |                                                                      | 9 Tage                                                             |
| 30.      | 1990 | Fulda                                      | 700.000                                                            |                                                                      | 10 Tage                                                            |
| 31.      | 1991 | Lorsch                                     | 580.000                                                            |                                                                      | 10 Tage                                                            |
| 32.      | 1992 | Wolfhagen                                  | 680.000                                                            |                                                                      | 10 Tage                                                            |
| 33.      | 1993 | Lich                                       | 860.000                                                            | feierLICH                                                            | 10 Tage                                                            |
| 34.      | 1994 | Groß-Gerau                                 | 680.000                                                            | Ganz Hessen in 10 Tagen                                              | 10 Tage                                                            |
| 35.      | 1995 | Schwalmstadt                               | 760.000                                                            | Hessisch willkommen!                                                 | 10 Tage                                                            |
| 36.      | 1996 | Gelnhausen                                 | 660.000                                                            | In Gelnhausen ist der Löwe los!                                      | 10 Tage                                                            |
| 37.      | 1997 | Korbach                                    | 700.000                                                            | In Korbach geht’s hoch her                                           | 10 Tage                                                            |
| 38.      | 1998 | Erbach                                     | 520.000                                                            | sagenhaft, fabelhaft, märchenhaft                                    | 10 Tage                                                            |
| 39.      | 1999 | Baunatal                                   | 1.060.000                                                          | Erlebniswelt maximal, Hessentag in Baunatal                          | 10 Tage                                                            |
| 40.      | 2000 | Hünfeld                                    | 710.000                                                            | Sommer, Spaß und Sonnenschein, Hünfeld lädt zum Feiern ein           | 10 Tage                                                            |
| 41.      | 2001 | Dietzenbach                                | 1.100.000                                                          | Erlebnispark in Dietzenbach, Alle feiern Hessentag                   | 10 Tage                                                            |
| 42.      | 2002 | Idstein                                    | 925.000                                                            | Zum Hessentag lädt Idstein ein: staunen, feiern, fröhlich sein       | 10 Tage                                                            |
| 43.      | 2003 | Bad Arolsen                                | 780.000                                                            | Stimmung, Feiern, Open Air – der Hessentag mit tollem Flair!         | 10 Tage                                                            |
| 44.      | 2004 | Heppenheim (Bergstraße)                    | 915.000                                                            | Der Süden Hessens lädt Sie ein zum Hessentag nach Heppenheim         | 10 Tage                                                            |
| 45.      | 2005 | Weilburg                                   | 840.000                                                            | Nach Weilburg ist kein Weg zu weit, zum Hessentag voll Fröhlichkeit! | 10 Tage                                                            |
| 46.      | 2006 | Hessisch Lichtenau                         | 580.000                                                            | In Hessisch Lichtenau geht’s rund – ganz Hessen feiert kunterbunt!   | 10 Tage                                                            |
| 47.      | 2007 | Butzbach                                   | 1.100.000                                                          | In Butzbach feiert Hand in Hand, den Hessentag das ganze Land        | 10 Tage                                                            |
| 48.      | 2008 | Homberg (Efze)                             | 810.000                                                            | Wer märchenhafte Feste mag, der kommt zu uns zum Hessentag           | 10 Tage                                                            |
| 49.      | 2009 | Langenselbold                              | 1.000.000                                                          | Langenselbold hat viel Schwung – das Hessenfest für Alt und Jung!    | 10 Tage                                                            |
| 50.      | 2010 | Stadtallendorf                             | 1.100.000                                                          | Im Grünen liegt die junge Stadt, die richtig was zu feiern hat!      | 10 Tage                                                            |
| 51.      | 2011 | Oberursel (Taunus)                         | 1.375.000                                                          | Das Tor zum Taunus lädt Euch ein, beim Hessenfest dabei zu sein!     | 10 Tage                                                            |
| 52.      | 2012 | Wetzlar                                    | 1.215.000                                                          | kulturell, lebendig, bunt                                            | 10 Tage                                                            |
| 53.      | 2013 | Kassel                                     | 1.830.000                                                          | In Hessen. Ganz Oben.                                                | 10 Tage                                                            |
| 54.      | 2014 | Bensheim                                   | 1.325.000                                                          | Herrlich hessisch                                                    | 10 Tage                                                            |
| 55.      | 2015 | Hofgeismar                                 | 750.000                                                            | Dornröschenstadt Hofgeismar – märchenhaft und sehenswert             | 10 Tage                                                            |
| 56.      | 2016 | Herborn                                    | 940.000                                                            | So bunt ist das Leben                                                | 10 Tage                                                            |
| 57.      | 2017 | Rüsselsheim am Main                        | 1.400.000                                                          | MAIN Rüsselsheim, UNSER Hessen                                       | 10 Tage                                                            |
| 58.      | 2018 | Korbach                                    | 845.000                                                            | Sympathisch. Bunt. Goldrichtig!                                      | 10 Tage                                                            |
| 59.      | 2019 | Bad Hersfeld                               | 862.000                                                            | Bad Hersfeld – faszinierend lebendig!                                | 10 Tage                                                            |
|          | 2020 | Bad Vilbel                                 | am 19. März 2020 wegen der COVID-19-Pandemie abgesagt.             | am 19. März 2020 wegen der COVID-19-Pandemie abgesagt.               | am 19. März 2020 wegen der COVID-19-Pandemie abgesagt.             |
|          | 2021 | Fulda                                      | am 13. Januar 2021 ebenfalls wegen der COVID-19-Pandemie abgesagt. | am 13. Januar 2021 ebenfalls wegen der COVID-19-Pandemie abgesagt.   | am 13. Januar 2021 ebenfalls wegen der COVID-19-Pandemie abgesagt. |
|          | 2022 | Haiger                                     | am 19. Januar 2022 ebenfalls wegen der COVID-19-Pandemie abgesagt. | am 19. Januar 2022 ebenfalls wegen der COVID-19-Pandemie abgesagt.   | am 19. Januar 2022 ebenfalls wegen der COVID-19-Pandemie abgesagt. |
| 60.      | 2023 | Pfungstadt                                 | 400.000                                                            | Pfungstadt zieht an!                                                 | 10 Tage                                                            |
| 61.      | 2024 | Fritzlar                                   | 519.000                                                            | Eine Stadt voller Leben                                              | 10 Tage                                                            |
| 62.      | 2025 | Bad Vilbel (ursprünglich geplant für 2020) | 950.000                                                            | Wir bringen Hessen auf die Bühne                                     | 10 Tage                                                            |

| 1,25 |

| 2 |

| 3 |

| 4,53 |

| 5 |

| 6,19 |

| 7,59 |

| 8 |

| 9 |

| 10 |

| 11 |

| 12 |

| 13,60 |

| 14,61 |

| 15,52 |

| 16,54 |

| 17 |

| 18,55 |

| 20 |

| 21 |

| 22 |

| 23 |

| 24 |

| 26,56 |

| 27 |

| 28 |

| 29 |

| 30 |

| 31 |

| 32 |

| 33 |

| 34 |

| 35 |

| 36 |

| 37,58 |

| 38 |

| 39 |

| 40 |

| 41 |

| 42 |

| 43 |

| 44 |

| 45 |

| 46 |

| 47 |

| 48 |

| 49 |

| 50 |

| 51 |

| 57 |

| 62 |

| 1,25 |

| 2 |

| 3 |

| 4,53 |

| 5 |

| 6,19 |

| 7,59 |

| 8 |

| 9 |

| 10 |

| 11 |

| 12 |

| 13,60 |

| 14,61 |

| 15,52 |

| 16,54 |

| 17 |

| 18,55 |

| 20 |

| 21 |

| 22 |

| 23 |

| 24 |

| 26,56 |

| 27 |

| 28 |

| 29 |

| 30 |

| 31 |

| 32 |

| 33 |

| 34 |

| 35 |

| 36 |

| 37,58 |

| 38 |

| 39 |

| 40 |

| 41 |

| 42 |

| 43 |

| 44 |

| 45 |

| 46 |

| 47 |

| 48 |

| 49 |

| 50 |

| 51 |

| 57 |

| 62 |

### Geplante Veranstaltungsorte
| lfd. Nr. | Zeitraum              | Ort   | Motto               |
| 63.      | 12. bis 21. Juni 2026 | Fulda | FD – Foll hessisch! |
| 64.      | 14. bis 23. Mai 2027  | Bebra | [ 24 ]              |